# 하인켈 He 111
하인켈 He 111(Heinkel He 111)은 1934년 지그프리트와 발터 귄터가 하인켈 플루그제베르케에서 설계한 독일 폭격기이다. 개발을 통해 그것은 "양 가죽을 쓴 늑대"로 묘사되었다. 제1차 세계 대전 이후 폭격기를 금지한 제한사항으로 인해 초기 루프트바페에 고속 중형폭격기를 제공하기 위한 설계였지만 민간 여객기로 가장했다.
아마도 이후 버전의 독특하고 광범위하게 유리 처리된 "온실" 코 때문에 가장 잘 알려진 독일 폭격기일 것이다, 하인켈 He 111은 제2차 세계 대전 초기 가장 많은 루프트바페 폭격기였다. 그 폭격기는 약한 방어 무기가 드러난 영국 본토 항공전 때까지 잘 해냈다. 그럼에도 불구하고, 그것은 심각한 손상을 입고 공중에 떠 있을 수 있는 것으로 판명되었다. 전쟁이 진행되면서, He 111은 유럽 전구의 모든 전선에서 다양한 역할로 사용되었다. 영국 본토 항공전 때는 전략폭격기로, 대서양과 북극에서는 뇌격기로, 서부, 동부, 지중해, 중동, 북아프리카 전선에서 중형폭격기와 수송기로 활용됐다.
He 111은 끊임없이 개량되고 수정되었지만, 전쟁 후반기에는 더 이상 사용되지 않게 되었다. 독일 폭격기 B 프로젝트는 실현되지 않았고, 이로 인해 독일 폭격기 B는 전쟁이 끝날 때까지 전투 역할로 He 111을 계속 운용해야 했다. He 111의 제조는 1944년 9월에 중단되었고, 그 때 피스톤 엔진 폭격기의 생산이 전투기를 위해 대부분 중단되었다. 독일 폭격기 부대가 사실상 사라지면서 He 111은 물류에 사용되었다.

## 같이 보기
- 도르니에 Do 17
- 융커스 Ju 88
- 1식 육상공격기
- 노스 아메리칸 B-25 미첼